# Георги Стоянов-Бръснаря
Вижте пояснителната страница за други личности с името Георги Стоянов.
Георги Стоянов-Бръснаря е български футболист, полузащитник, състезател на Берое (Стара Загора). Една от най-знаковите личности в историята на клуба. Той влиза завинаги в историята, когато на 24 октомври 1979 г. бележи от дузпа срещу световната звезда, италианецът Дино Дзоф, в 1/8 финал за КНК срещу италианския гранд Ювентус. Прякора си получава заради професията на баща си. За негов малшанс, Берое печели единствената си титла година по-късно, след като той вече се е отказал от футбола.
Умира на 25 януари 2022 г.

## Успехи
КНК
- 1/8 финал (1): 1978/79